# بروس فيتش
بروس فيتش هو سياسي كندي، ولد في 1953 في مونكتون في كندا. حزبياً، نشط في الحزب التقدمي المحافظ في نيو برونزويك ‏. وقد انتخب عضو الجمعية التشريعية لنيو برونزويك ‏ عن دائرة Riverview (electoral district) ‏ خلال فترته النيابية ‏ وانتخب  وانتخب .